# Castellnou de Bages
Castellnou de Bages è un comune spagnolo situato nella comunità autonoma della Catalogna.